# Draba parnassica
Draba parnassica är en korsblommig växtart som beskrevs av Pierre Edmond Boissier och Theodor Heinrich von Heldreich. Draba parnassica ingår i släktet drabor, och familjen korsblommiga växter. Inga underarter finns listade i Catalogue of Life.